# Mistrzostwa Europy w Lekkoatletyce 1982 – sztafeta 4 × 100 m mężczyzn
Sztafeta 4 × 100 metrów mężczyzn była jedną z konkurencji rozgrywanych podczas XIII mistrzostw Europy w Atenach. Rozegrano od razu bieg finałowy 11 września 1982 roku. Zwycięzcą tej konkurencji została sztafeta Związku Radzieckiego w składzie: Aleksandr Aksinin, Siergiej Sokołow, Andriej Prokofjew i Nikołaj Sidorow. W rywalizacji wzięło udział trzydziestu dwóch zawodników z ośmiu reprezentacji.

## Rekordy
| Rekord świata     | Stany Zjednoczone · (Bill Collins, Steven Riddick, Cliff Wiley, Steve Williams)   | 38,03 | Düsseldorf, RFN       | 03.09.1977 |
| Rekord Europy     | ZSRR · (Władimir Murawjow, Nikołaj Sidorow, Aleksandr Aksinin, Andriej Prokofjew) | 38,26 | Moskwa, ZSRR          | 01.08.1980 |
| Rekord mistrzostw | Polska · (Zenon Nowosz, Zenon Licznerski, Leszek Dunecki, Marian Woronin)         | 38,58 | Praga, Czechosłowacja | 03.09.1978 |

## Wyniki

### Finał
| Miejsce | Reprezentacja | Zawodnicy                                                                   | Czas  |
| ------- | ------------- | --------------------------------------------------------------------------- | ----- |
| 1       | ZSRR          | Aleksandr Aksinin, Siergiej Sokołow, Andriej Prokofjew, Nikołaj Sidorow     | 38,60 |
| 2       | NRD           | Detlef Kübeck, Olaf Prenzler, Thomas Munkelt, Frank Emmelmann               | 38,71 |
| 3       | RFN           | Christian Zirkelbach, Christian Haas, Peter Klein, Erwin Skamrahl           | 38,71 |
| 4       | Włochy        | Pierfrancesco Pavoni, Giovanni Bongiorni, Luciano Caravani, Carlo Simionato | 38,96 |
| 5       | Polska        | Arkadiusz Janiak, Zenon Licznerski, Krzysztof Zwoliński, Marian Woronin     | 39,00 |
| 6       | Węgry         | István Tatár, István Nagy, László Babály, Attila Kovács                     | 39,01 |
| 7       | Francja       | Antoine Richard, Patrick Barré, Bernard Petitbois, Hermann Lomba            | 39,22 |
| 8       | Bułgaria      | Iwajło Karanjotow, Nikołaj Markow, Petyr Petrow, Iwan Tuparow               | 39,39 |